# Zawidowice (województwo dolnośląskie)
Zawidowice – wieś w Polsce położona w województwie dolnośląskim, w powiecie oleśnickim, w gminie Bierutów.

## Podział administracyjny
W latach 1975–1998 miejscowość należała administracyjnie do województwa wrocławskiego.

## Demografia
Liczba mieszkańców według Narodowego Spisu Powszechnego (III 2011 r.) wynosi 296 osób.